# Koromogae

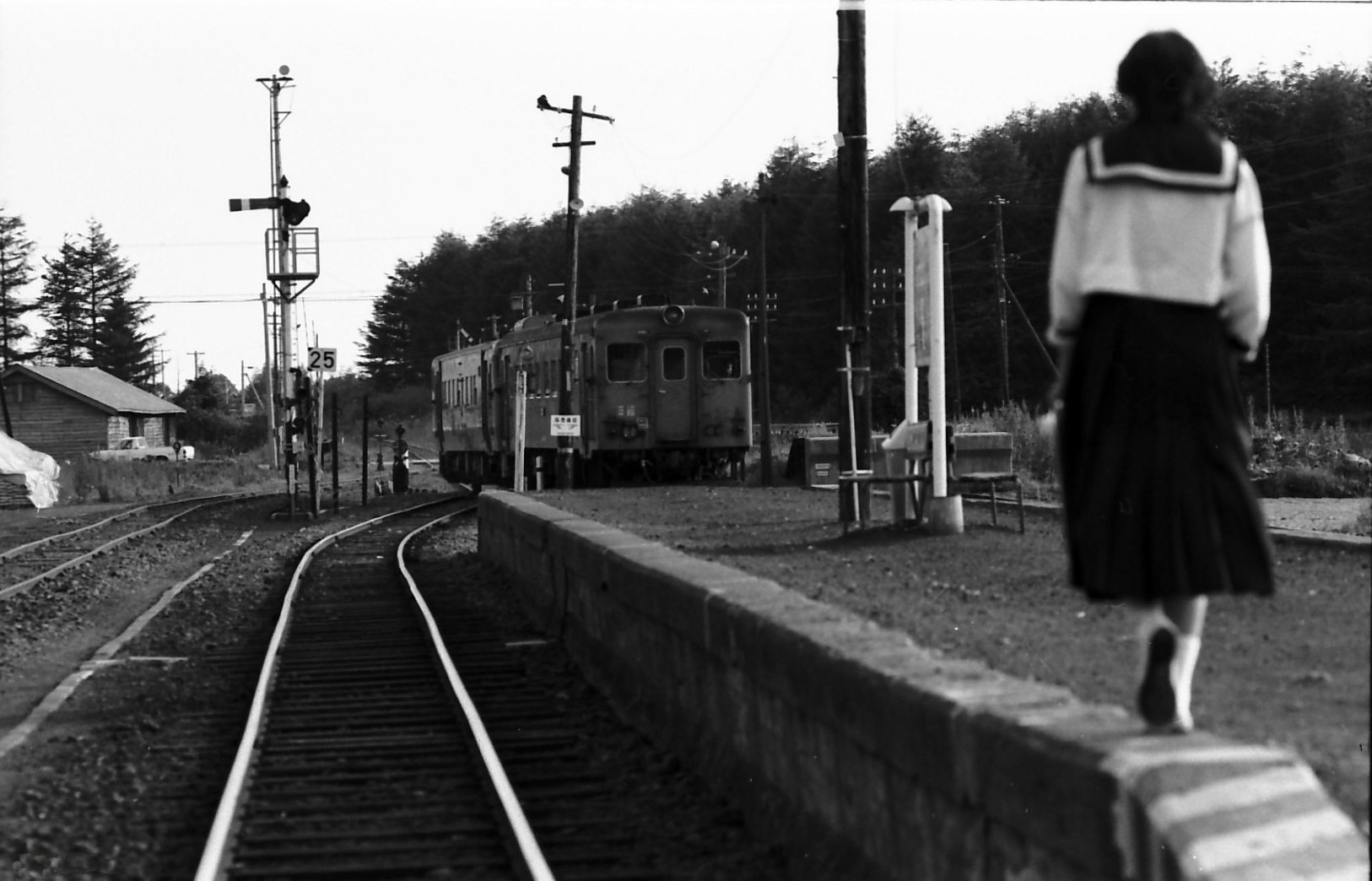
Sailor fuku d'été portée par une collégienne.

Dans la plupart des institutions japonaises, le terme koromogae (衣替え) définit le changement saisonnier de tenue vestimentaire.
Il s'agit, pour les personnes concernées, de quitter leurs vêtements tels que la tenue d'hiver pour celle d'été et inversement et cela à chaque nouvelle saison définie en semestres.
Institutionnalisée à de nombreux niveaux, notamment professionnel et scolaire, cette pratique reste en usage dans tout le Japon.

## Historique
Selon Marie Kondō, essayiste auteure du livre dénommé La Magie du rangement, cette tradition locale, propre au Japon, mais originaire de Chine, remonterait à l'époque de Heian (784-1185). Durant cette période, le koromogae était pratiqué durant cinq périodes correspondant au mois d'avril, de mai, d'août, de septembre et d'octobre.
À compter de l'époque d'Edo (1603-1867), le nombre de koromogae fut réduit de cinq périodes à deux, en avril et en octobre et elle est restée inchangée depuis.

## Célébration
De nos jours au Japon, le koromogae se déroule le 1er juin et le 1er octobre. Depuis les années 2000 et le lancement de la campagne Cool Biz par le gouvernement, il se caractérise chez les employés des entreprises (dénommés « salaryman ») par un changement de chemises, abandonnant ainsi manches longues pour des chemises à manches courtes en été et inversement en hiver. Les élèves des écoles, collèges et lycées, changent également de vêtements mais en gardant toujours le même style. Ces uniformes se dénomment des « sailor fuku » pour les filles et des « gakuran » pour les garçons.
Cette pratique est généralement précédée d'une période de plusieurs semaines de rangement qui consiste à sortir les vêtements de la nouvelle saison et ranger progressivement ceux de l'ancienne saison.

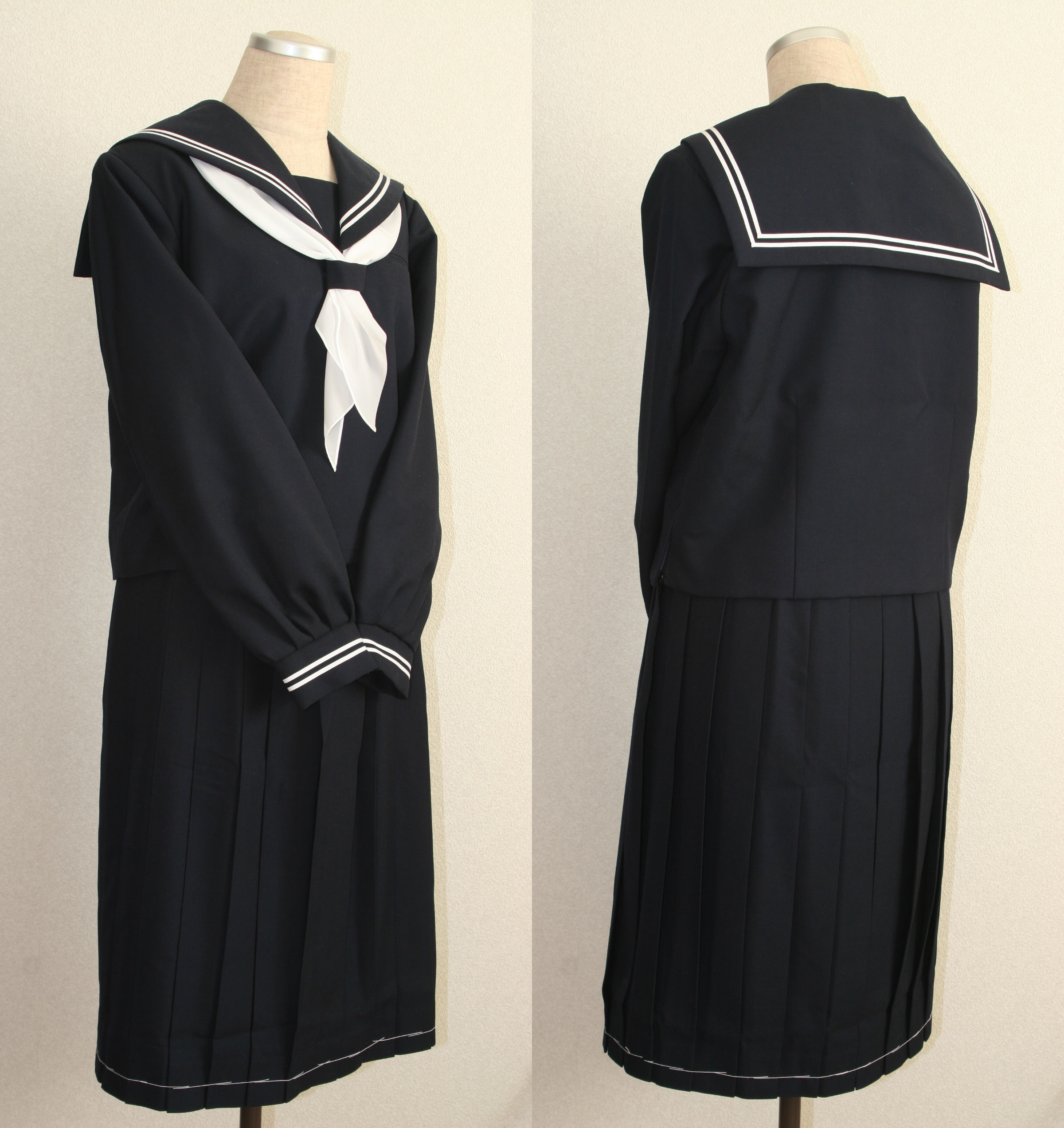
Exemple de sailor fuku d'hiver.
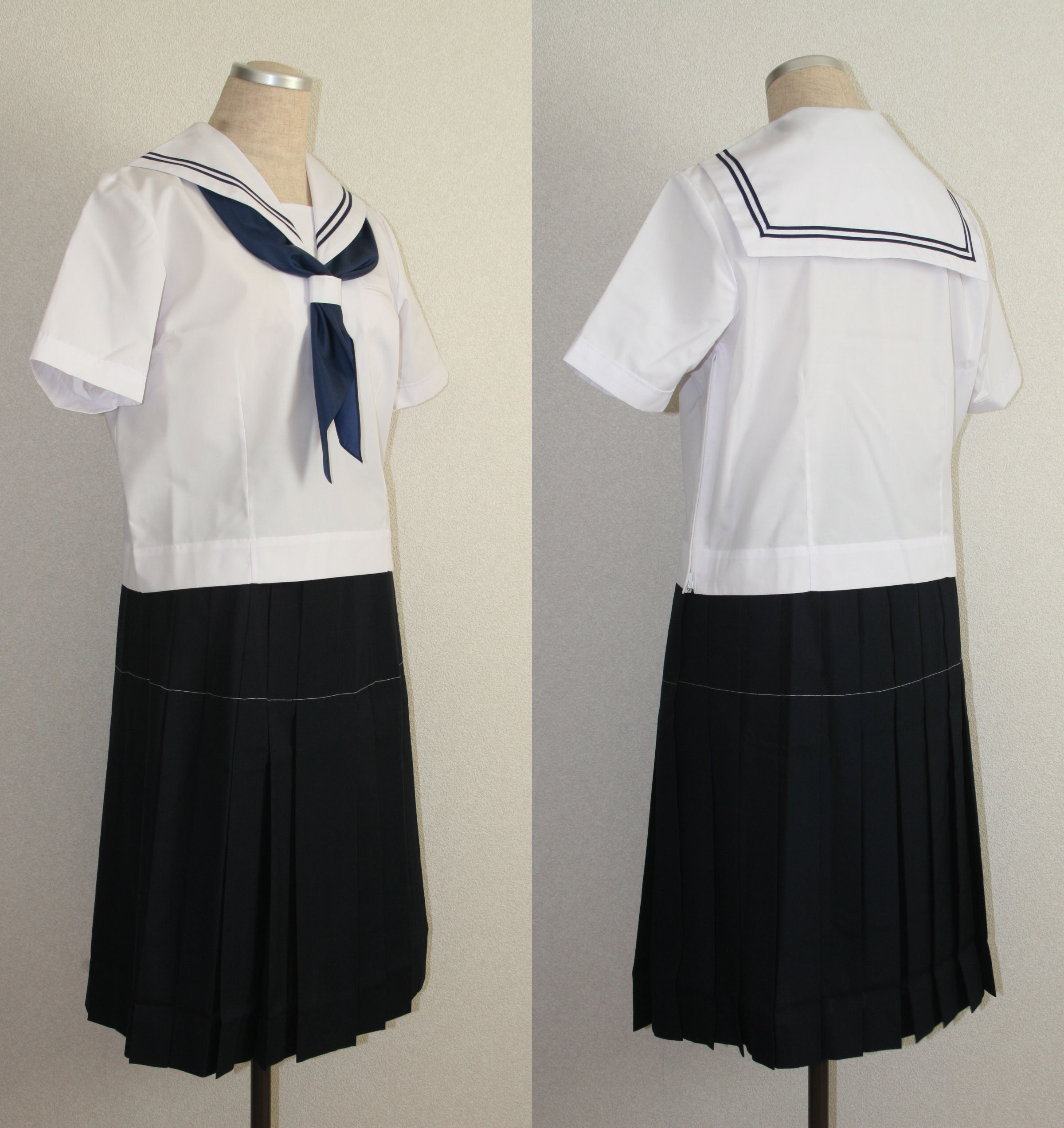
L'uniforme d'été correspondant.

La date de cette modification vestimentaire est cependant ajustée selon la situation géographique des régions dont les températures sont éloignées des normales saisonnières de l'île principale de Honshū. Le climat d'Hokkaido est par exemple beaucoup plus froid que Honshū et celui des îles Kyushu est généralement plus chaud.